# Disney Cinemagic (Francie)
Disney Cinemagic je televizní kanál ve Francii jako kabelová a satelitová televize. Kanál pochází z Velké Británie a pro neúspěch nahrazuje kanál Toon Disney.

## Co se stalo
15. února 2009 začal Disney Cinemagic vysílat přes FSS (Francouzská satelitní síť).

## Pořady
Seriály:
- Archives of Classic Disney Cartoons
- Novější Disney Cartoons & Šortky
- Disney's House of Mouse
- Timon a Pumbaa
- Knihy džunglí, vzpomínky na dětství
- Duck Tales
- Lilo & Stitch: Seriál
- Císař ve škole
- Nika
- Hercules
- Aladdin
- 101 Dalmatians: The Series
- Malá mořská víla
- The Legend of Tarzan

Filmy:
- Bambi 2
- 1 Letopisy Narnie: Lev, čarodějnice a skříň
- Ochránce
- Děti kapitána Grant
- U nás na farmě
- Lady a Tramp II: Scampova dobrodružství
- Tarzan 2
- Strašpytlík
- Dobrodružství Prasátko
- Medvídek Pú 2: The Great Journey
- Zachránci
- Medvědí bratři
- Život brouka